# Darjeeling
Darjeeling (Nepali: दार्जीलिंग, Bengali: |দার্জিলিং, alternativt Darjiling eller Dārjiling) är en stad i den indiska delstaten Västbengalen. Den är administrativ huvudort för ett distrikt med samma namn. Folkmängden uppgick till cirka 120 000 invånare vid folkräkningen 2011.
Darjeeling ligger ungefär 2 050 meter över havet och dess omgivningar är främst kända för sitt te och för att nederbörden är synnerligen riklig. Teet har smeknamnet "teernas Champagne" och årets första av tre skördar benämns som "first flush".
Darjeeling är också känt för att fyra bergstoppar över 8 000 meter, Kangchenjunga, Makalu, Lhotse, och Mount Everest, syns därifrån vid klar sikt.

## Historia
Darjeeling började utvecklas under mitten av 1800-talet, då britterna satte upp ett sanatorium och en militärdepå på platsen. Senare blev Darjeeling känt för det te som utvecklas på teplantager strax utanför staden. 

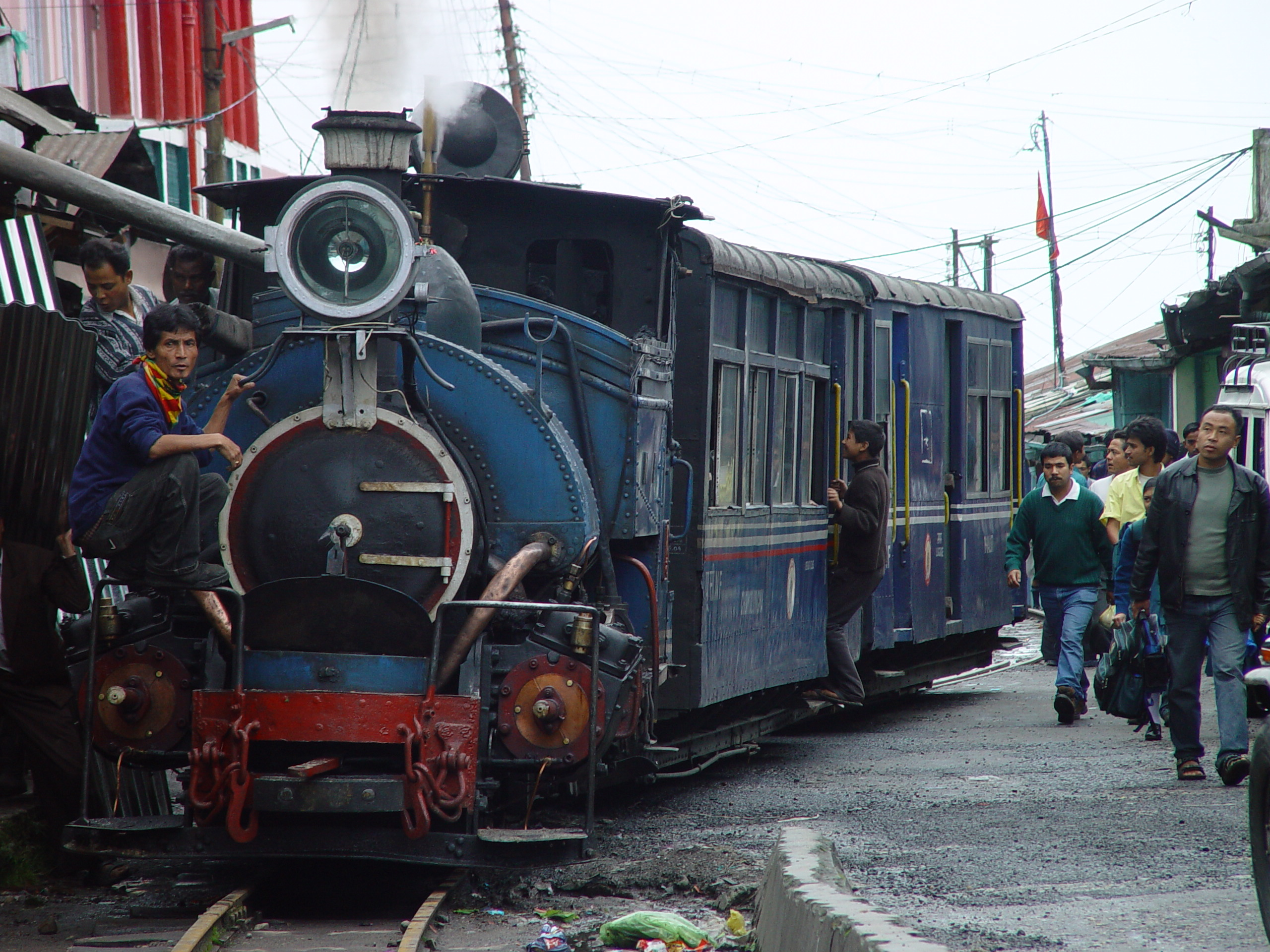
Järnvägen som går upp till Darjeeling från Siliguri är smalspårig och tågen dras av ånglok.
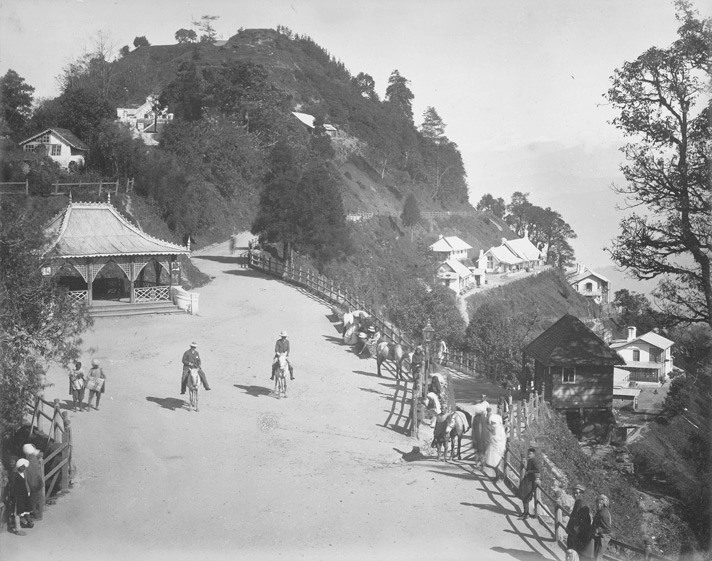
Darjeeling, som det såg ut 1880.
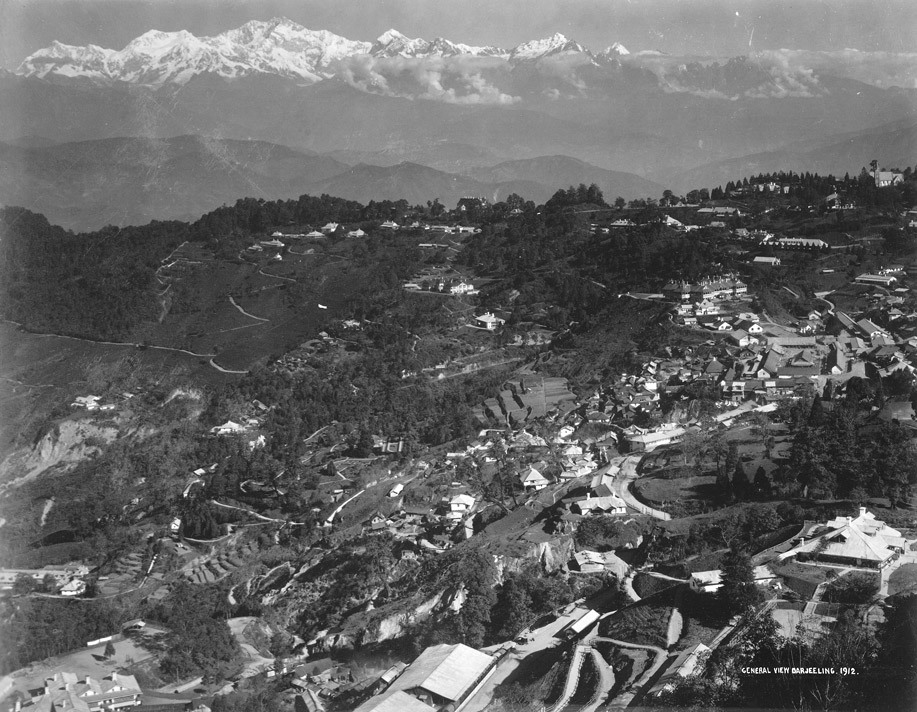
Darjeeling, 1912 med utsikt över Kanchenjunga.
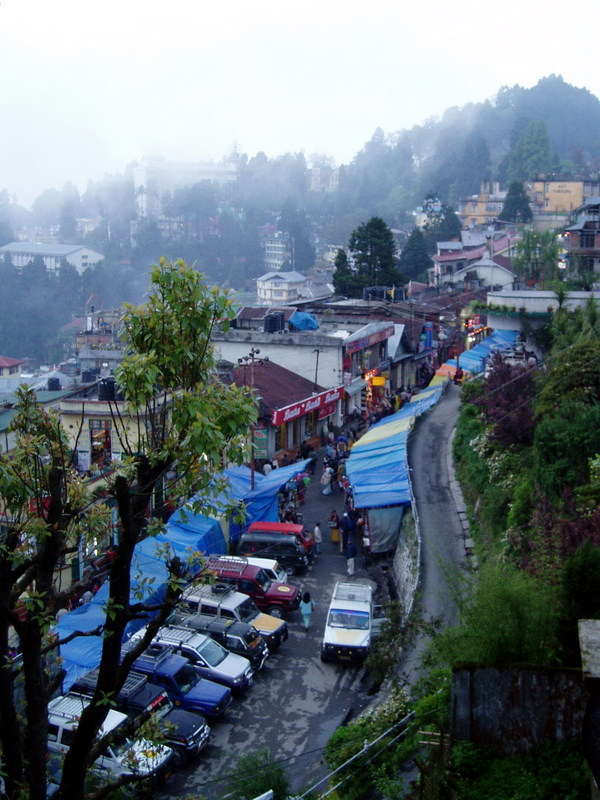
Gandhi Road i Darjeeling.